# IIHF Challenge Cup of Asia 2016
Der IIHF Challenge Cup of Asia 2016 war die neunte Austragung des durch die Internationale Eishockey-Föderation IIHF durchgeführten Wettbewerbs. Insgesamt nahmen zwischen dem 12. März und dem 14. April 2016 zehn Nationalmannschaften an den zwei Turnieren der Top-Division sowie der Division I teil.
Den Titel sicherte sich zum sechsten Mal die Republik China (Taiwan), die sich im entscheidenden letzten Turnierspiel deutlich mit 6:1 gegen den Gastgeber Vereinigte Arabische Emirate durchsetzte.

## Teilnehmer, Austragungsorte und -zeiträume
- Top-Division: 12. bis 18. März 2016 in Abu Dhabi, Vereinigte Arabische Emirate
Teilnehmer:  Republik China (Taiwan) (Titelverteidiger),  Mongolei,  Singapur (Aufsteiger),  Thailand,  Vereinigte Arabische Emirate
- Division I: 9. bis 14. April 2016 in Bischkek, Kirgisistan
Teilnehmer:  Indien,  Katar (Neuling),  Kirgisistan,  Malaysia,  Macau (Absteiger)

 Kuwait als letztjähriger Aufsteiger in die Top-Division und  Oman verzichteten im Vergleich zum Vorjahr auf eine Teilnahme.

## Top-Division
Die Top-Division des IIHF Challenge Cup of Asia wurde vom 12. bis 18. März 2016 in Abu Dhabi, der Hauptstadt der Vereinigten Arabischen Emirate, ausgetragen. Gespielt wurde im 1.200 Zuschauer fassenden Abu Dhabi Ice Rink. Am Turnier nehmen fünf Nationalmannschaften teil, die in einer Einfachrunde den Turniersieger ausspielten. Das Team der Republik China (Taiwan) gewann zum insgesamt sechsten Mal den Titel.
| 12. März 2016 16:30 Uhr (Ortszeit) | Singapur | 0:11 (0:2, 0:6, 0:3) Spielbericht | Mongolei | Ice Rink, Abu Dhabi Zuschauer: 78 |

| 12. März 2016 20:00 Uhr | Thailand | 1:6 (1:0, 0:4, 0:2) Spielbericht | Vereinigte Arabische Emirate | Ice Rink, Abu Dhabi Zuschauer: 133 |

| 13. März 2016 16:30 Uhr | Republik China (Taiwan) | 8:1 (3:1, 1:0, 4:0) Spielbericht | Thailand | Ice Rink, Abu Dhabi Zuschauer: 132 |

| 13. März 2016 20:00 Uhr | Vereinigte Arabische Emirate | 5:2 (0:0, 3:1, 2:1) Spielbericht | Singapur | Ice Rink, Abu Dhabi Zuschauer: 176 |

| 15. März 2016 16:30 Uhr | Singapur | 2:14 (1:7, 0:5, 1:2) Spielbericht | Republik China (Taiwan) | Ice Rink, Abu Dhabi Zuschauer: 97 |

| 15. März 2016 20:00 Uhr | Vereinigte Arabische Emirate | 5:1 (1:0, 1:0, 3:1) Spielbericht | Mongolei | Ice Rink, Abu Dhabi Zuschauer: 143 |

| 16. März 2016 16:30 Uhr | Thailand | 7:1 (3:0, 1:0, 3:1) Spielbericht | Singapur | Ice Rink, Abu Dhabi Zuschauer: 105 |

| 16. März 2016 20:00 Uhr | Mongolei | 2:18 (0:8, 1:4, 1:6) Spielbericht | Republik China (Taiwan) | Ice Rink, Abu Dhabi Zuschauer: 127 |

| 18. März 2016 16:30 Uhr | Mongolei | 7:3 (2:1, 1:2, 4:0) Spielbericht | Thailand | Ice Rink, Abu Dhabi Zuschauer: 102 |

| 18. März 2016 20:00 Uhr | Republik China (Taiwan) | 6:1 (2:0, 2:0, 2:1) Spielbericht | Vereinigte Arabische Emirate | Ice Rink, Abu Dhabi Zuschauer: 410 |

| Pl. |                              | Sp | S | OTS | OTN | N | Tore  | Punkte |
| 1.  | Republik China (Taiwan)      | 4  | 4 | 0   | 0   | 0 | 46:06 | 12     |
| 2.  | Vereinigte Arabische Emirate | 4  | 3 | 0   | 0   | 1 | 17:10 | 9      |
| 3.  | Mongolei                     | 4  | 2 | 0   | 0   | 2 | 21:26 | 6      |
| 4.  | Thailand                     | 4  | 1 | 0   | 0   | 3 | 12:22 | 3      |
| 5.  | Singapur                     | 4  | 0 | 0   | 0   | 4 | 05:37 | 0      |

Abkürzungen: Pl. = Platz, Sp = Spiele, S = Siege, OTS = Siege nach Verlängerung (Overtime) oder Penaltyschießen, OTN = Niederlagen nach Verlängerung oder Penaltyschießen, N = Niederlagen

## Division I
Die Division I des IIHF Challenge Cup of Asia wurde vom 9. bis 14. April 2016 in der kirgisischen Hauptstadt Bischkek ausgetragen. Gespielt wurde im 2.200 Zuschauer fassenden Gorodskoi Katok. Am Turnier nahmen fünf Nationalmannschaften teil, die in einer Einfachrunde den Turniersieger ausspielten. Der Gastgeber Kirgisistan sicherte sich durch eine makellose Bilanz von vier Siegen aus ebenso vielen Spielen den Turniersieg und den damit verbundenen Aufstieg in die Top-Division.
| 9. April 2016 15:30 Uhr (Ortszeit) | Katar | 1:3 (1:2, 0:1, 0:0) Spielbericht | Malaysia | Gorodskoi Katok, Bischkek Zuschauer: 107 |

| 9. April 2016 19:00 Uhr | Indien | 1:11 (0:5, 0:1, 1:5) Spielbericht | Kirgisistan | Gorodskoi Katok, Bischkek Zuschauer: 682 |

| 10. April 2016 15:30 Uhr | Macau | 7:6 n. P. (2:0, 1:3, 3:3, 0:0, 1:0) Spielbericht | Indien | Gorodskoi Katok, Bischkek Zuschauer: 273 |

| 10. April 2016 19:00 Uhr | Kirgisistan | 9:0 (2:0, 3:0, 4:0) Spielbericht | Katar | Gorodskoi Katok, Bischkek Zuschauer: 427 |

| 11. April 2016 15:30 Uhr | Macau | 4:1 (1:0, 3:0, 0:1) Spielbericht | Katar | Gorodskoi Katok, Bischkek Zuschauer: 57 |

| 11. April 2016 19:00 Uhr | Kirgisistan | 9:5 (3:1, 1:0, 5:4) Spielbericht | Malaysia | Gorodskoi Katok, Bischkek Zuschauer: 620 |

| 13. April 2016 15:30 Uhr | Malaysia | 6:1 (1:0, 4:0, 1:1) Spielbericht | Macau | Gorodskoi Katok, Bischkek Zuschauer: 94 |

| 13. April 2016 19:00 Uhr | Indien | 2:5 (0:1, 0:1, 2:3) Spielbericht | Katar | Gorodskoi Katok, Bischkek Zuschauer: 129 |

| 14. April 2016 15:30 Uhr | Malaysia | 11:5 (6:0, 2:2, 3:3) Spielbericht | Indien | Gorodskoi Katok, Bischkek Zuschauer: 72 |

| 14. April 2016 19:00 Uhr | Macau | 1:8 (0:3, 1:4, 0:1) Spielbericht | Kirgisistan | Gorodskoi Katok, Bischkek Zuschauer: 984 |

| Pl. |             | Sp | S | OTS | OTN | N | Tore  | Punkte |
| 1.  | Kirgisistan | 4  | 4 | 0   | 0   | 0 | 37:07 | 12     |
| 2.  | Malaysia    | 4  | 3 | 0   | 0   | 1 | 25:16 | 9      |
| 3.  | Macau       | 4  | 1 | 1   | 0   | 2 | 13:21 | 5      |
| 4.  | Katar       | 4  | 1 | 0   | 0   | 3 | 07:18 | 3      |
| 5.  | Indien      | 4  | 0 | 0   | 1   | 3 | 14:34 | 1      |

Abkürzungen: Pl. = Platz, Sp = Spiele, S = Siege, OTS = Siege nach Verlängerung (Overtime) oder Penaltyschießen, OTN = Niederlagen nach Verlängerung oder Penaltyschießen, N = Niederlagen

Erläuterungen: Aufsteiger in die Top-Division